# Hotel Transilvanija 3: Praznici počinju!
Hotel Transilvanija 3: Praznici počinju! (engl. Hotel Transylvania 3: Summer Vacation poznat i kao Hotel Transylvania 3: A Monster Vacation) je američki animirani film iz 2018. godine, kojeg je producirao Sony Pictures Animation u režiji Genndyja Tartakovskog.
Film je nastavak Hotel Transilvanija 2 iz 2015. godine.

## Radnja
Maja iznenađuje Drakulu poklanjajući cijeloj obitelji izlet luksuznim kruzerom Monster, kako bi omogućila ocu da se na trenutak isključi s posla (uostalom, njegov hotel nudi odmor za sve osim za njega!). Naravno, ni ostatak grupe prijatelja ne može odoljeti da ne krene na krstarenje. Jednom kada dignu sidro, Drakula je fasciniran kad upozna tajanstvenog kapetanicu Ericku. Sada je red na Maji da odigra ulogu prezaštitničke nastrojene, pokušavajući razdvojiti dva golupčića. Šteta što ne zna da je novi ljubavni interes njezina oca, naizgled predobar da bi bio istinit, zapravo potomak Van Helsinga, neprijatelja Drakule i svih čudovišta!

## Glasovi
| Ime              | Engleska inačica    | Hrvatska inačica   |
| ---------------- | ------------------- | ------------------ |
| Drakula          | Adam Sandler        | Dražen Čuček       |
| Maja             | Selena Gomez        | Iva Šulentić       |
| Ivica            | Andy Samberg        | Jan Kerekeš        |
| Denis            | Asher Blinkoff      | Jan Pentek         |
| Vlad             | Mel Brooks          | Pero Juričić       |
| Frank            | Kevin James         | Goran Grgić        |
| Ecija            | Fran Drescher       | Mila Elegović      |
| Vuco             | Steve Buscemi       | Nenad Cvetko       |
| Vanda            | Molly Shannon       | Marija Škaričić    |
| Zraki            | David Spade         | Janko Rakoš        |
| Mumi             | Keegan-Michael Key  | Robert Ugrina      |
| Kapetanica Erika | Kathryn Hahn        | Ksenija Pajić      |
| Van Helsing      | Jim Gaffigan        | Ozren Grabarić     |
| Kristina         | Chrissy Teigen      | Doris Pinčić       |
| Kraken           | Joe Jonas           | Damir Kedžo        |
| Stanko           | Chris Parnell       | Mirko Fodor        |
| Chupacabra       | Jaime Camil         | Goran Malus        |
| Frankencura      | Tara Strong         | Ivana Starčević    |
| Poseidon         | ???                 | Siniša Ružić       |
| Karlo            | Lex Lang            | Krunoslav Klabučar |
| Luce             | Libby Thomas Dickey | Jasna Bilušić      |
| Vucka            | Sadie Sandler       | Eva Japundžić      |
| Muška sirena     | –                   | Ivan Plazibat      |

Ostali glasovi: 
- Goran Malus
- Jasna Bilušić
- Siniša Ružić
- Dražen Bratulić
- Mirta Zečević
- Mirela Brekalo
- Robert Šantek

- Sinkronizacija: Livada Produkcija
- Redatelj dijaloga: Ivan Plazibat

## Produkcija
Sony Pictures je 3. studenoga 2015. najavio treći nastavak serijala. Proračun filma bio je 80 milijuna dolara.

## Distribucija
Film je objavljen u američkim kinima 13. srpnja 2018. a u hrvatskim kinima od 12. srpnja iste godine. Na Netflixu je u Hrvatskoj film dodan 12. lipnja 2020. sa sinkronizacijom.

## Vanjske poveznice
- Službena stranica na sonypictures.com
- Hotel Transilvanija 3: Praznici počinju! u internetskoj bazi filmova IMDb-a
- Hotel Transilvanija na Mojtv.hr